# Florence Nibart-Devouard

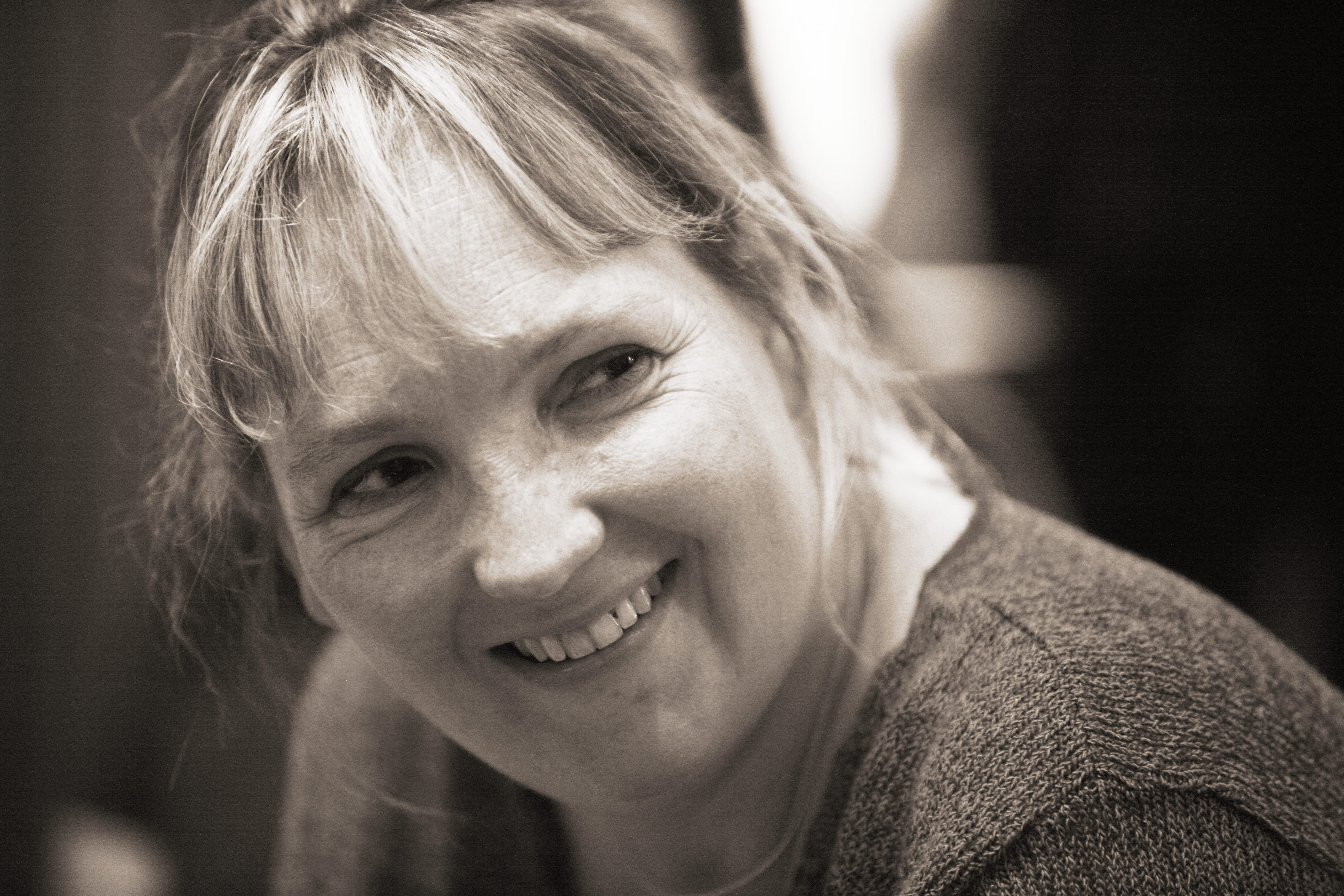
Florence Nibart-Devouard

Florence Nibart-Devouard (Versailles, 10 september 1968) is een Franse landbouwkundig ingenieur en biologe. Zij is werkzaam als onderzoekster op het gebied van de landbouwkunde en de erfelijkheidsleer.
Ze studeerde landbouwkunde aan de École Nationale Supérieure d'Agronomie et des Industries Alimentaires en behaalde tevens een DEA in genetica en biotechnologie aan het Institut national polytechnique de Lorraine (INPL).
Nadat Nibart-Devouard eerst in de genetische verbetering van bloemen werkzaam was geweest, onderzocht zij later met behulp van de microbiologie de haalbaarheid van een biologische verbetering van vervuilde bodems (in het kader van duurzame landbouw).
Zij groeide op in Grenoble en woonde sindsdien te Antwerpen, Tempe (Arizona, Verenigde Staten) en Parijs. Ze is getrouwd, moeder van drie kinderen en woont in Malintrat nabij Clermont-Ferrand.
Zij was Vice-voorzitter van Wikimedia Frankrijk van 2004 tot 2008 en voorzitter van de Wikimedia Foundation van 22 oktober 2006 tot juli 2008, een functie waarin zij toen Wikipedia-oprichter Jimmy Wales is opgevolgd.

## Wikimedia-projecten
Devouard heeft verscheidene Wiki-projecten opgericht:
- Gendergap
- Wiki Loves Women
- Wiki Loves Africa
- Wikifundi
- (fr) Discours d’Éric Besson à l’occasion de la remise des insignes de l’Ordre du Mérite à Florence Devouard (Wikisource, 17 december 2008)

## Publicaties
Devouard, Florence., Paumier, Guillaume, (1982- ...). (DL 2009). Wikipédia : découvrir, utiliser, contribuer. Presses universitaires de Grenoble, Grenoble. ISBN 978-2-7061-1495-3.